# Робін Філд
Робін Філд (англ. Robyn Field; нар. 27 червня 1966) — колишня південноафриканська тенісистка.
Найвищу одиночну позицію світового рейтингу — 199 місце досягла 1 жовтня 1990, парну — 138 місце — 20 жовтня 1990 року.

## Фінали ITF
| турніри $25,000 |
| турніри $10,000 |

### Одиночний розряд: 4 (1-3)
| Результат | Ранг | Дата             | Турнір                  | Покриття | Суперниця            | Рахунок       |
| Поразка   | 1.   | 12 червня 1989   | Алгарве, Португалія     | Тверде   | Майте Мартінес Перес | 6–3, 2–6, 1–6 |
| Поразка   | 2.   | 6 листопада 1989 | Ашкелон, Ізраїль        | Ґрунт    | Міріам Ореманс       | 4–6, 5–7      |
| Поразка   | 3.   | 5 березня 1990   | Хайфа, Ізраїль          | Тверде   | Яел Сегал            | 1–6, 1–6      |
| Перемога  | 4.   | 23 квітня 1990   | Рамат-га-Шарон, Ізраїль | Тверде   | Ілана Бергер         | 6–3, 3–6, 7–5 |

### Парний розряд: 18 (12–6)
| Результат | Ранг | Дата              | Турнір                   | Покриття | Партнерка        | Суперниці у фіналі                 | Рахунок       |
| Поразка   | 1.   | 31 жовтня 1988    | Хайфа, Ізраїль           | Тверде   | Леслі О'Галлоран | Ілана Бергер Хагіт Охайон          | 3–6, 1–6      |
| Поразка   | 2.   | 20 лютого 1989    | Блумфонтейн, ПАР         | Тверде   | Gail Boon        | Мішель Андерсон Лінда Барнард      | 6–2, 5–7, 3–6 |
| Поразка   | 3.   | 10 квітня 1989    | Лімож, Франція           | Ґрунт    | Ева Лена Ольссон | Мішель Андерсон Емманюель Дерлі    | 5–7, 0–6      |
| Перемога  | 4.   | 5 червня 1989     | Кашкайш, Португалія      | Ґрунт    | Леслі О'Галлоран | Голлі Денфорт Інгелісе Дрігейс     | 6–2, 2–6, 6–4 |
| Поразка   | 5.   | 12 червня 1989    | Алгарве, Португалія      | Тверде   | Мішель Андерсон  | Інгелісе Дрігейс Теміс Замбржицькі | 2–6, 6–4, 0–6 |
| Перемога  | 6.   | 30 жовтня 1989    | Єрусалим, Ізраїль        | Ґрунт    | Мішель Андерсон  | Алісе Ногачова Леслі О'Галлоран    | 6–4, 6–1      |
| Перемога  | 7.   | 6 листопада 1989  | Хайфа, Ізраїль           | Тверде   | Мішель Андерсон  | Алісе Ногачова Леслі О'Галлоран    | 6–3, 6–3      |
| Поразка   | 8.   | 13 листопада 1989 | Ашкелон, Ізраїль         | Ґрунт    | Мішель Андерсон  | Алісе Ногачова Леслі О'Галлоран    | 6–7, 4–6      |
| Перемога  | 9.   | 20 листопада 1989 | Тель-Авів, Ізраїль       | Ґрунт    | Мішель Андерсон  | Алісе Ногачова Леслі О'Галлоран    | 6–3, 6–3      |
| Перемога  | 10.  | 26 лютого 1990    | Ашкелон, Ізраїль         | Тверде   | Мішель Андерсон  | Івана Янковська Ева Меліхарова     | 6–3, 6–4      |
| Перемога  | 11.  | 5 березня 1990    | Хайфа, Ізраїль           | Тверде   | Мішель Андерсон  | Івана Янковська Ева Меліхарова     | 6–2, 6–2      |
| Перемога  | 12.  | 12 березня 1990   | Яффа, Ізраїль            | Тверде   | Мішель Андерсон  | Міріам Ореманс Ніколетте Ройманс   | 7–5, 6–4      |
| Перемога  | 13.  | 19 березня 1990   | Рамат-га-Шарон, Ізраїль  | Тверде   | Мішель Андерсон  | Петра Голубова Сильвія Штефкова    | 6–3, 6–0      |
| Перемога  | 14.  | 14 травня 1990    | Рамат-га-Шарон, Ізраїль  | Тверде   | Мішель Андерсон  | Керрі-Енн Г'юз Джулі Салмон        | 6–3, 6–2      |
| Перемога  | 15.  | 23 липня 1990     | Евансвілл (Індіана), США | Тверде   | Лі Антонопліс    | Деббі Грем Джин Лозано             | 3–6, 6–2, 6–3 |
| Перемога  | 16.  | 5 серпня 1991     | Рамат-га-Шарон, Ізраїль  | Тверде   | Ілана Бергер     | Яніне Гамфріс Елізма Нортьє        | 6–0, 6–1      |
| Перемога  | 17.  | 12 серпня 1991    | Ашкелон, Ізраїль         | Тверде   | Ілана Бергер     | Кірстен Дреєр Тесса Прайс          | w/o           |
| Поразка   | 18.  | 19 серпня 1991    | Єрусалим, Ізраїль        | Тверде   | Ілана Бергер     | Барбара Гріффітс Джейн Вуд         | 3–6, 7–6, 1–6 |